# Norbert Davis
Pour les articles homonymes, voir Davis.
Norbert Davis, né le 18 avril 1909 à Morrison, en Illinois, aux États-Unis, et mort le 28 juillet 1949 à Harwich, est un écrivain américain de littérature populaire, spécialisé dans les récits policiers et westerns. Il est également connu sous le pseudonyme collectif Harrison Hunt.

## Biographie
Pendant la Grande Dépression, il émigre en Californie où il fait des études de droit jusqu'en 1934. 
Dès cette époque, il publie des nouvelles dans plusieurs pulps comme Black Mask, Dime Detective, Detective Fiction Weekly... Il crée plusieurs personnages de détectives privés Hardboiled : Mark Hull, Ben Shaley, Max Latin.
Nouvelliste prolifique, il écrit dans plusieurs genre : policier, western, aventures, guerre, amour.
Dans les années 1930 et 1940, il vit à Los Angeles et est membre du groupe d'écrivains The Fictioneers, fondé par Willis Todhunter Ballard et Cleve Franklin Adams. En 1947, il publie un roman À l'estomac (Murder Picks the Jury), coécrit avec Willis Todhunter Ballard et signé Harrison Hunt.
En juillet 1949, il se suicide en inhalant des gaz d'échappement.

## Œuvre

### Romans signés Norbert Davis
- The Mouse In The Mountain (1943)
- Sally’s In The Alley (1943)
- Oh, Murderer Mine (1946)

### Roman signé Harrison Hunt
- Murder Picks the Jury (1947) Publié en français sous le titre À l'estomac, Paris, Gallimard, coll. « Série noire » no 84 (1951)

### Recueil de nouvelles
- The Adventures of Max Latin (1988)

### Nouvelles

#### Nouvelles publiées dansBlack Mask
- Reform Racket (juin 1932)
- Kansas City Flash (mars 1933) Publié en français sous le titre Kansas City Flash, dans le recueil Les Durs à cuire - I, Paris, Gallimard, coll. « Série noire » no 1743 (1979)  (ISBN 2-07-048743-1)
- Red Goose (février 1934) Publié en français sous le titre L'Oie rouge, dans l'anthologie Le Nain assassiné[1], Amiens, Encrage, coll. « Pulps » no 1 (1986)  (ISBN 2-906389-00-5)
- The Price of a Dime (avril 1934)
- Hit and Run (avril 1935)
- Medicine for Murder (octobre 1937)
- Murder in Two Parts (décembre 1937)
- You’ll Die Laughing (novembre 1940), réédition Ellery Queen's Mystery Magazine (septembre 1954)
- Walk Across My Grave (avril 1942), réédition Ellery Queen's Mystery Magazine (novembre 1953)
- Don’t You Cry for Me (mai 942)
- Bullets Don’t Bother Me (août 1942)
- Beat Me Daddy (novembre 1942)
- Name Your Poison (mai 1943)

#### Nouvelles publiées dansDime Detective

##### SérieMax Latin
- Watch Me Kill You! (juillet 1940)
- Don’t Give Your Right Name (décembre 1941) Publié en français sous le titre Ne donnez jamais votre vrai nom, dans le recueil Détectives de choc Tome I : Grabuge, Paris, Gallimard, coll. « Série noire » no 1256 (1969)
- Give the Devil His Due (mai 1942)
- You Can Die Any Day (décembre 1942)
- Charity Begins at Homicide (octobre 1943)

##### Autres nouvelles
- The Gin Monkey (janvier 1935)
- The Devil's Scalpel (novembre 1935)
- Something for the Sweeper(( (mai 1937)
- Death Sings a Torch-Song (juillet 1937)
- Drop of Doom (décembre 1939)
- Murder Down Deep (février 1940)
- Murder in the Red (avril 1940)
- This Will Kill You! (août 1940)
- Come Up and Kill Me Some Time (octobre 1941)
- Have One on the House (mars 1942)
- Who Said I Was Dead? (août 1942)
- You Bet Your Life! (septembre 1942)
- Too Many Have Died (avril 1943)
- Take It from Me (décembre 1943)

#### Nouvelles publiées dansDetective Tales
- Reprieve from Death (juillet 1936)
- Satan’s Doll Shop (août 1936)
- Paroled to Murder (septembre 1936)
- Murder Medicine (octobre 1936)
- Come Home and Die! (novembre 1936)
- A Gamble in Corpses (mars 1937)
- Death Stops the Show (avril 1937)
- Cubes of Blackmail (août 1937)
- Trail of the Talented Butcher (septembre 1937)
- Judge of the Damned (octobre 1937)
- Underworld Judge – and Jury (novembre 1937)
- Charge It to the Corpse (janvier 1938)
- Murder Walks Tonight (avril 1938)
- Corpse on the Hearth (mai 1938)
- The Judge Looks at Death (juin 1938)
- For They Would Gladly Die! (septembre 1938)
- My Client, the Corpse (octobre 1938)
- Oasis of Dying Men (mars 1939)
- Death Asked for Golden Slippers (mai 1939)
- Murder Highway #1 (juillet 1939)
- Children of Murder (septembre 1939)
- Back Road to Death (octobre 1939)
- The Corpse Lottery (janvier 1940)
- No Miracles in Murder (juin 1940)
- Fear House (septembre 1940)
- The Tale of the Homeless Corpse (juin 1942)
- Doctor Flame’s Murder Blackout (septembre 1942)

#### Nouvelles publiées dansDetective Fiction Weekly
- Black Death (mai 1935)
- The Girl with the Webbed Hand (août 1935)
- Trip to Vienna (octobre 1935)
- One Man Died (janvier 1936)
- The Missing Legs (février 1936)
- Diamond Slippers (mars 1936)
- Clues on Crutches (juin 1936)
- Public Defender (juin 1936)
- Murder Harvest (septembre 1936)
- The Case of the Greedy Guardian (octobre 1936)
- Five to One Odds on Murder (février 1937)
- Top Hat Killer (juin 1937)
- Beauty in the Morgue (juillet 1937)
- Indian Sign (septembre 1937)
- Mountain Man (octobre 1937)
- Devil Down the Chimney décembre 1937)
- Cat’s Claw (janvier 1938)
- Murder Buried Deep (mars 1938)
- Marriage is Murder (octobre 1938)
- Ideal for Murder (février 1939)
- The Lethal Logic (avril 1939)
- A Vote for Murder (juillet 1939)
- Mud in Your Eye (octobre 1939)
- Never Say Die (novembre 1939)
- Cry Murder! (juillet 1944)

#### Nouvelle publiée dansAce-High Detective
- Upside-Down Man (août 1936)

#### Nouvelles publiées dansDetective Story Magazine
- Hex on Horseback (janvier 1939)
- Dance for the Dead (juillet 1940)
- Crime at Hudson's Hill (janvier 1942))

#### Nouvelles publiées dansDouble Detective
- String Him Up (février 1938)
- Noose Around Your Neck (mars 1938)
- You Listen! (juillet 1938) (coécrit avec Dwight V. Babcock)
- Murder on the Mississippi (octobre 1938)
- Death of a Medicine Man (février 1939)
- Model for Murder (octobre 1939)

#### Nouvelle publiée dansNew Detective
- Till the Killer Comes (novembre 1951)

#### Nouvelle publiée dansThe Phantom Detective
- The Rag-Tag Girl (mai 1936)

#### Nouvelles publiées dansPocket Detective Magazine
- Death’s Model (décembre 1936)
- Bad Actor (février 1937)
- Letters from Home (juin 1937)

#### Nouvelles publiées dansPublic Enemy
- Dancing Dimes (février 1936)
- Hell’s Freight (avril 1936)

#### Nouvelles publiées dansStrange Detective Mysteries
- Idiot’s Coffin Keepsake (octobre 1937)
- Beware Death's Toiling Bell (novembre 1937)

#### Nouvelles publiées dansArgosy
- Black Bandana (novembre 1936)
- Blue Bullets (mars 1937)
- Mad Money (juin-juillet 1938)
- Jail Delivery (octobre 1938)
- Sand in the Snow (avril 1939)
- Holocaust House (novembre 1940)
- Hang Him High (mai-juin 1941)
- Murder – Do Not Disturb (février 1942)
- Tigers in the Sky (mars 1943)
- Rendezvous with the Russians (mai 1943)
- Wild Rubber Runs Red (septembre 1943)

#### Nouvelle publiée dansThe American Magazine
- Swindle, Sweet And Simple (avril 1949)

#### Nouvelles publiées dansCollier's Magazine
- A Is for Annabelle (janvier 1944)
- Send Back Something (janvier 1945)
- Never Argue with a Civilian (mai 1945)
- A Penny Saved Is Not Much (mai 1945)
- The Beezlebub Blast (mars 1946)
- Build Me a Bungalow Small (décembre 1947)

#### Nouvelles publiées dansThe Saturday Evening Post
- Get Out and Get Under (juillet 1944)
- Not So Very United (août 1944)
- The Desperate Divorcee (septembre 1944)
- You Can Always Marry the Woman (avril 1946)
- Just a Nice Quiet Title (juillet 1946)
- I’ll Tell My Mother (janvier 1947)
- Kelly Makes a Deal (mai 1947) (coécrit avec Willis Todhunter Ballard)
- What Will Marjory Say (octobre 1947)
- Defiant Lady (février 1948)
- A Beautiful Fraud (mars 1948)
- Girl Hunt (juillet 1948)
- The Lady on the Highway (octobre 1948)
- The Captious Sex (janvier 1949) (coécrit avec Nancy Davis)

#### Nouvelle publiée dansComplete Stories
- Marriage for Sale (avril 1936)

#### Nouvelle publiée dansDime Western
- A Gunsmoke Case for Major Cain (octobre 1940)

#### Nouvelles publiées dansFrontier Stories
- The Ghost of Murder Alley (décembre 1933-janvier 1934)
- Four Drops of Blood (février-mars 1934)

#### Nouvelle publiée dansShort Stories
- Japanese Sandman (octobre 1942)

#### Nouvelles publiées dansStar Western
- The Gunsmoke Banker Rides In (juillet 1942)
- Dead Man’s Brand (novembre 1942)

#### Nouvelle publiée dansThrilling Adventures
- Dead Man’s Chest (novembre 1936)

## Filmographie

### Adaptation au cinéma
- 1941 : Hands Across the Rockies, film américain réalisé par Lambert Hillyer, adaptation de la nouvelle A Gunsmoke Case for Major Cain

### Scénario pour la télévision
- 1952 : Blue Panther, épisode de la série télévisée américaine Suspense réalisé par Robert Mulligan

## Sources
: document utilisé comme source pour la rédaction de cet article.
- Claude Mesplède (dir.), Dictionnaire des littératures policières, vol. 1 : A - I, Nantes, Joseph K, coll. « Temps noir », 2007, 1054 p. (ISBN 978-2-910-68644-4, OCLC 315873251), p. 545-546